# Xanthoparmelia farinosa
Xanthoparmelia farinosa är en lavart som först beskrevs av Vain., och fick sitt nu gällande namn av T.H. Nash, Elix & J. Johnst. Xanthoparmelia farinosa ingår i släktet Xanthoparmelia och familjen Parmeliaceae.   Inga underarter finns listade i Catalogue of Life.